# Џексонов мунгос
Џексонов мунгос (Bdeogale jacksoni) је врста сисара из породице мунгоси. 

## Распрострањење
Ареал врсте је ограничен на мањи број држава. 
Присутна је у следећим државама: Кенија, Танзанија и Уганда.

## Станиште
Станишта врсте су шуме, бамбусове шуме и мочварна подручја. 
Врста је по висини распрострањена до 3.300 метара надморске висине. 

## Угроженост
Ова врста је на нижем степену опасности од изумирања, и сматра се скоро угроженим таксоном.